# Arriva Sabata!...
Arriva Sabata!... è un film del 1970 diretto da Tulio Demicheli.

## Trama
Avvalendosi della collaborazione di Peter, un disonesto impiegato, due banditi, Sabata e Mangosta, svaligiano la banca di un paese del West. Prima che sia possibile procedere alla spartizione, Mangosta fugge con l'intero bottino e ripara in Messico, dove acquista una grande fattoria ed assolda un gruppo di pistoleri per difendersi da eventuali tentativi di vendetta da parte degli ex-soci. Peter e Sabata, scoperto il rifugio di Mangosta, tentano di penetrare all'interno di esso ma vengono catturati dagli uomini del fuorilegge. Al frutto della rapina è interessato anche Garfield, l'uomo più potente e temuto della zona, il quale guida i suoi uomini all'assalto della fattoria. Lo scontro che ne segue si traduce in una vera e propria strage. Sabata e Peter, riusciti a liberarsi, eliminano tutti i superstiti, mentre Mangosta rimane ferito mortalmente. Recuperato il bottino Peter si scaglia contro Sabata per impadronirsene, intanto Mangosta brucia il denaro prima di morire, ma questo non fermerà Sabata che anche se ferito gravemente uccide Peter senza pietà.